# Marsimik La
Marsimik La, Marsimek La ou passo de Marsimik é um passo de montanha na cordilheira de Chang-Chemno, a 5 777 ou 5 679 metros de altitude, no norte da Índia. Situa-se na extremidade oriental da região do Ladaque, muito perto da da chamada Linha de Controlo Real (LAC), a linha de cessar-fogo entre a China e a Índia e fronteira de facto entre aqueles dois países.
É frequentemente apontado como o passo de montanha transitável por veículos motorizados mais alto do mundo. Encontra-se 96 km em linha reta a leste de Lé (183 km por estrada), 20 km a nordeste da ponta noroeste do lago Pangong, na rota mais curta para chegar ao passo Kongka La (5 171 m de altitude), situado na LAC. A região a leste de Kongka La, o Aksai Chin, foi ocupado pela China em 1962 mas continua a ser reclamada pela Índia. Na área entre Marsimik La e Kongka La a LAC é formada por um tergo muito escarpado com altitude entre os 6 000 e os 6 500 m, que passa 4 km em linha reta a oeste de Marsimik La.[carece de fontes?]